# Children of the Corn: Genesis
Children of the Corn: Genesis è un film del 2011 sceneggiato e diretto da Joel Soisson, basato sui personaggi del racconto I figli del grano contenuto nella raccolta A volte ritornano di Stephen King.

## Distribuzione
Il film è uscito il 30 agosto 2011 in modalità direct-to-video.